# Ignác Karel ze Šternberka
Ignác Karel ze Šternberka (okolo roku 1640? – 6. března 1700) byl český šlechtic z rodu Šternberků, mladší bratr Václava Vojtěcha ze Šternberka. Po svém bratrovi převzal v roce 1696 funkci prezidenta rady nad apelacemi, byl též císařským tajným radou a komorníkem. Je jedním ze zakladatelů knižních sbírek Šternberků. Během svých cest po Evropě napsal dílo „Denník cesty hr. Ignáce ze Šternberka do cizích zemí (do Paříže a zpět) r. 1664 a 1665 vykonané“.

## Život
Ignác Karel se narodil jako nejmladší syn Františka Karla ze Šternberka a jeho manželky Ludmily Kateřiny Benigny ze Šternberka, rozené Kavkové z Říčan. Měl celkem šest sourozenců, avšak dospělosti se dožili pouze dva ze čtyř bratrů a o dvou mladších sestrách nejsou známy žádné informace. Tito bratři byli Václav Vojtěch ze Šternberka a Jan Norbert. Když byl jeho otec zastřelen při obléhání Prahy Švédy roku 1648, výchovu synů převzala jejich matka. Roku 1661 pak byli všichni tři bratři povýšeni do hraběcího stavu, důvodem byly především zásluhy šternberských předků, jejich otce nevyjímaje.
Společně s jinými českými šlechtici, například Petrem z Říčan, cestoval po Evropě. Během svých cest navštívil, mimo jiné, i Paříž a během nich napsal i cestovatelský deník „Denník cesty hr. Ignáce ze Šternberka do cizích zemí (do Paříže a zpět) r. 1664 a 1665 vykonané“.
Roku 1667 získal po smrti Jana Viléma Perkla Pačejov a o rok později Ignác Karel odkoupil horosedelský statek a připojil ho k Zalužanům, které též vlastnil. Roku 1670 byla za jeho přispění zhotovena výzdoba kaple svatého Ignáce a kaple Zvěstování Panny Marie na Svaté Hoře. Do roku 1676 byl pánem na Sedlici, kterou ale pak prodal bratru Václavu Vojtěchovi. 1680 se odehrála řada lidových povstání, takzvané selské rebelie, a stagnace sedláků se nevyhla ani majetku Ignáce Karla a okolních statků. Nakonec byl nucen potlačit rebelii na Broumovsku.
Šternberkové měli též v držení Sedlec, který spravoval právě Ignác Karel. Roku 1678 Ignác u císaře Leopolda I. požádal o různé výsady, z nichž nejdůležitější bylo zrušení roboty. To se skutečně povedlo a obec byla osvobozena.
Ignác Karel ze Šternberka je znám především jako diplomat a dvořan. Dále dal přestavět zámek Horažďovice, který roku 1675 prodal svému bratrovi Václavu Vojtěchovi. Na Zelené hoře ke konci svého života shromáždil velkou a bohatou knihovnu, která pak byla základem pro knižní sbírku rodu Šternberků. Jelikož sám neměl žádné potomky, přešla po jeho smrti sbírka knih do držení synovce Jana Josefa (syn Ignácova bratra Jana Norberta).
Byl dvakrát ženatý: poprvé s Polyxenou Ludmilou Žďárskou ze Žďáru, dcerou Floriána Jetřicha a Alžběty Korony Bořitové z Martinic. Ta po svém prvním manželovi Václavu Ferdinandovi Švihovském z Riesenburku zdědila tvrz Skočice u Vodňan a po jejím požáru roku 1672 zůstal jediný nepoškozený obraz Panny Marie Pomocné. Po této události dala Polyxena se svým druhým manželem roku 1678 vystavět poutní kostel Navštívení Panny Marie ve Skočicích, který byl roku 1678 vysvěcen. Zemřela roku 1691 a Ignác se následně oženil s Marií Barborou z Hodic. Ani jedna z manželek ale Ignácovi neporodila svému manželovi dítě a Ignác Karel tak zemřel 6. března 1700 bezdětný.